# Corydoras agassizii
Corydoras agassizii är en fiskart som beskrevs av Steindachner, 1876. Corydoras agassizii ingår i släktet Corydoras och familjen Callichthyidae. Inga underarter finns listade i Catalogue of Life.